# Duendes Rugby Club
Duendes Rugby Club es un club de rugby y de  hockey de la ciudad de Rosario, Argentina. Es popularmente conocido como uno de los mejores clubes de rugby de Argentina.
Disputa los torneos organizados por la Unión de Rugby de Rosario, primeramente los torneos de la URR y ahora los Torneos del Litoral donde ha logrado siete veces consecutivas la corona y un total de 13 conquistas.
Su máximo logro a nivel nacional es la obtención del Torneo Nacional de Clubes tres veces, en 2004, 2009 y 2011. También ha disputado cuatro finales más, en 1999, 2003, 2014. y la más reciente en 2022.

## Historia
Duendes fue fundado el 19 de abril de 1956 y se registró el 11 de abril del mismo año en la Unión de Rugby de Rosario. Después de sólo una temporada el club ganó la promoción al nivel superior del sistema de encaje de la liga y ganó su primer título en 1960.
Junto con Atlético del Rosario (Plaza Jewell), Gimnasia y Esgrima de Rosario, y Jockey Club, es uno de los mejores clubes de Rosario, que ganó el torneo regional 15 veces. [cita requerida] En cuatro ocasiones (1968, 1969, 1972, 1993) el club se mantuvo invicto durante toda la temporada.

### Primeros años
En 1958 realiza su primera salida al exterior yendo a Uruguay, y ganando los 2 partidos en que disputó, en lo que marcó el inicio de los tours del club. Ese mismo año logra el ascenso a Primera División de la URR
En 1963 se consagra campeón del Seven de la U.A.R., siendo el primer equipo de una provincia del Interior en ganarlo. En 1965 se forma el primer equipo de Hockey en Duendes, entrenado por el señor Orlando Mateos.

### Debut nacional
Duendes debuta nacionalmente en el Torneo Nacional de Clubes de 1993, donde superó en los octavos de final al cuadro Belgrano Athletic de la URBA, y cae en cuartos de final ante Córdoba Athletic 37 a 29. Disputó varias veces más esta competencia, hasta que en 1998 debuta en otra competencia nacional, el Torneo del Interior.
En su debut en el Torneo del Interior, Duendes cayó en las semifinales ante Marista de Mendoza por 29 a 25.
En la siguiente edición Duendes llegó a la final y cayó ante Jockey Club Córdoba 26 a 13. En 2003 logró su primer título en esta competencia, al vencer a Cardenales de Tucumán 22 a 20.
Ese mismo año participó en el Nacional de Clubes, donde también disputó la final y cayó ante La Tablada de Córdoba.

### Torneo Regional del Litoral
En el año 2000 se juega la primera edición del Torneo Regional del Litoral, una competencia que involucra clubes de Rosario junto con clubes de las uniones Santafesina y Entrerriana.
Esta primera edición es ganada por Duendes, repitiendo en el 2002. Ese mismo año logra su primer título a nivel nacional, cuando logró imponerse a Cardenales de Tucumán 22 a 20, y con ello conquistó el Torneo del Interior.

### Primer Nacional de Clubes
En el año 2004 logra ganar su primer Torneo Nacional de Clubes. En las semifinales se enfrentó a Tala RC y venció por 20 a 19 como visitante, avanzando a la final contra Los Tarcos Rugby Club.
El 4 de diciembre se enfrentan en Rosario ambas instituciones, y los locales se imponen 32 a 21, con ello se consagran campeones.

### Triple corona en 2009
El 2009 fue sin lugar a dudas uno de los mejores años para la institución, ya que logró imponerse en los tres torneos que disputó, el Torneo Regional del Litoral, el Torneo del Interior y el Torneo Nacional de Clubes.
El año comenzó con el Torneo del Litoral, el cual le valió para integrar el Top 16 2009, en este segundo conquistado ante Universitario de Tucumán, al imponerse en la final 35 a 21.
Con el Torneo del Interior ganado, Duendes participa en el Nacional de Clubes de ese mismo año, en condición de campeón del interior. Como tal, disputó como local su primer partido, ante el subcampeón de la URBA, C.A.S.I., ganándole 38 a 22.
En la final se enfrentó ante el campeón de la URBA, Hindú, que había dejado en el camino a Universitario de Tucumán. Nuevamente jugando como local se impone por 28 a 18 y con ello consigue su segundo lauro en esta competencia.

### Actualidad
Actualmente es heptacampeón del torneo del litoral, campeón del Top 16 2013 y llegó a disputar la final del Torneo Nacional de Clubes 2014.

## Jugadores y cuerpo técnico

### Plantel actual
Plantel para el Campeonato Nacional de Clubes 2018

Mauro Genco, Julian Denhoff, Carlos Araujo, Santiago Araujo, Felipe Arregui,

Facundo Sacovechi,Rodrigo Santiago ,

Roman Pretz,Jeremias Delmastro, Nicolas Sanchez, Exequiel Céspedes,

 Jerónimo De la Fuente, Mateo Escalante,

Ignacio Fantín,Santiago Barbieris ,

Pedro Imhoff, Román Miralles, Maximiliano Naninni, Juan Pietro,

Guido Randisi, Juan Manuel Rapuzzi, Hernán Resta, Manuel Roques,

Santiago Chocobares, Ignacio Gandini.

### Cuerpo técnico
Cuerpo técnico para el Campeonato Nacional de Clubes 2018
Entrenadores
- Gastón Conde
- Hernán Pavani
- Maximiliano Nannini
- Simónn Bofelli

Preparadores físicos
- Adrián Perrone

Médico
- Rubén Tartabini

Kinesiólogo
- Mauricio Zámaro

### Jugadores destacados
- Juan Imhoff varias veces elegido como mejor jugador del interior. Jugador puma que disputó la RWC en 2011 y 2015, ahora se encuentra en Racing 92 |Francia] y en el equipo campeón de la Vodacom Cup de Pampas XV del 2011.
- Emiliano Boffelli jugador puma desde 2017. Disputó la RWC en 2019 y 2023.
- Simón Boffelli capitán campeón del triplete del 2009.
- Román "Pitu" Miralles participó en el equipo campeón de la Vodacom Cup de Pampas XV del 2011 y jugó la Pacific Rugby Cup con Pampas XV en 2014.
- Pablo Bouza ex-Puma
- Maximiliano Nannini participó en el equipo campeón de la Vodacom Cup de Pampas XV del 2011.
- Jerónimo de la Fuente jugó la Pacific Rugby Cup con Pampas XV en 2014.
- Álvaro Fulco jugó para Pampas XV.
- Pedro Imhoff  jugó para Pumitas, Pumas Sevens , Argentina XV, Los Pumas.
- Federico Alloggio  Los Pumas 2011

### Entrenadores destacados
- Gaston Conde
- Raúl "aspirina" Pérez
- José Luis Imhoff
- Gonzalo Garcia

## Palmarés

### Rugby
Torneo Nacional de Clubes
Campeón (3): 2004, 2009, 2011
Subcampeón (3): 1999, 2003, 2014 y 2022
 Torneo del Interior o Top 16
Campeón (5): 2003, 2009, 2012, 2013, 2022
Subcampeón (1): 2011
 Torneo Regional del Litoral
Campeón (12): 2000, 2002, 2006, 2007, 2010, 2011, 2012, 2013, 2014, 2015, 2016, 2018, 2021.
Subcampeón (1): 2017
 Torneo de la URR
Campeón (15): 1960, 1962, 1963, 1964, 1965, 1966, 1967, 1968, 1969, 1971, 1972, 1993, 1995, 1996, 1997